# 政所和行
政所 和行（まんどころ かずゆき、1992年度 - ）は日本で活動するミュージカル俳優である。愛知県日進市出身。劇団四季所属。

## 来歴
名古屋芸術大学音楽学部を経て2012年に劇団四季研究所へ入所した。同年6月12日に大阪四季劇場で開幕した夢から醒めた夢大阪公演のアンサンブル7枠役が初舞台出演となった。2014年には地元愛知県にある新名古屋ミュージカル劇場で上演された美女と野獣名古屋公演に出演しイベントにも参加した。2022年7月18日に開幕したキャッツ名古屋公演では、ご当地キャストとして取材を受けている。

## 主な出演作品
- 夢から醒めた夢（2012年、アンサンブル7枠）
- ジーザス・クライスト＝スーパースターエルサレム・バージョン（2012年、アンサンブル14枠）
- ガンバの大冒険（2013年、アンサンブル6枠）
- ミュージカル異国の丘（2013年、アンサンブル）
- キャッツ（2013年、ランパスキャット）
- 美女と野獣（2014年、アンサンブル）
- コーラスライン（2015年、ラリー）
- 嵐の中の子どもたち（2016年、ケン）
- はじまりの樹の神話（2021年、カラス）
- ジョン万次郎の夢 （2023年、ジョン万次郎）
- ゴースト＆レディ（2024年、アンサンブル）

※括弧内の年は初出演年